# Apricot Picobook Pro
El Apricot Picobook Pro es un netbook basado en VIA NanoBook, lanzado como primer producto de la renacida Apricot Computers el 15 de octubre de 2008 a un precio de 279 libras el 900VL (con SUSE Linux) o 328 libras el 900VX (con Windows XP Home).

## Características
- CPU VIA C7-M ULV (Ultra Low Voltage) a 1,2 Ghz
- Chipset: VIA VX800 System Media Processor (integra el Northbridge y el Southbridge)
- Pantalla TFT de 8,9 pulgadas con una resolución de 1024x600. Soporta monitor interno, externo, dual y TV
- Gráficos: 3D/2D S3 Graphics Chrome9 HC3 integrado en el chipset con VRAM compartida de hasta 64 MB, y soporte de vídeo HD y DirectX 9.0.
- Memoria RAM: un SO-DIMM DDR2 de 1 Gigabyte y 667 MHz
- Carcasa: en color negro, de 230 x 171 x 38,7 mm y un peso de 0,98 kilogramos. En el lateral izquierdo puerto VGA DE-15 y un puerto USB 2.0. En el derecho, segundo puerto USB, Conector de seguridad Kensington, conector RJ-45 y conector de la fuente de alimentación externa. En el frontal, dos minijack de auriculares y micrófono y lector de tarjetas. Abierto, Webcam integrada de 1,3 megapíxels sobre la pantalla, teclado y touchpad en la mitad inferior.
- Teclado : QWERTY de 80 teclas
- Disco duro de 60 GB
- Tarjeta de sonido: VIA Vinyl VT1708A HD Audio codec; 2 altavoces integrados. Hasta 8 canales HD. Muestreo de sonido a 192 kHz.
- Redes
  - Ethernet: 10/100 Mbit/s
  - Wi-Fi: Intel 3945ABG 802.11a/b/g
  - Bluetooth:
  - WiMAX: opcional
- Entrada/Salida :
  - Lector de tarjetas 4-en-1
  - 1 conector VGA DE-15
  - 2 puertos USB 2.0
  - 1 puerto RJ-45 Ethernet
  - Conectores de Audio:
    - 1 minijack de entrada de micrófono
    - 1 minijack de auriculares (line out)
- Batería de Li-Ion de 4 células y 2200 mA con hasta 4 horas de vida
- Fuente de alimentación externa autoconmutable 110-240V
- Sistema operativo: de serie viene con Microsoft Windows XP Home (Nanobook Pro VX) o Novell SUSE Linux